# Xestocephalus izzardi
Xestocephalus izzardi är en insektsart som beskrevs av Metcalf 1955. Xestocephalus izzardi ingår i släktet Xestocephalus och familjen dvärgstritar. Utöver nominatformen finns också underarten X. i. sodalis.